# Івано-Франківський обласний центр науково-технічної творчості учнівської молоді
Івано-Франківський обласний центр науково-технічної творчості учнівської молоді (ІФОДЦНТТУМ) — заклад позашкільної освіти в місті Івано-Франківськ.

## Діяльність
У центрі учні здобувають знання з науково-технічної творчості, центр організовує дозвілля дітей та учнівської молоді, створює системи пошуку, розвитку та підтримки здібних обдарованих і талановитих особистостей.
На базі центру проводяться виставки-конкурси техніко-технологічних розробок учнівської молоді.
Вихованці центру беруть участь у всеукраїнських виставках-конкурсах науково-технічної творчості учнівської молоді.

## Історія
Вперше Станіславська обласна дитяча технічна станція згадується 1 липня 1940.
Після Німецько-радянської війни рішенням виконкому Станіславської обласної Ради депутатів трудящих від 30.10.1945 (протокол № 9) відновлено роботу обласної дитячої технічної і сільськогосподарської станції, однак через відсутність приміщення станція розпочала роботу в 1947 році.
Директори станції / центру:
- 1955—1959 Харченко Лука Захарович;
- 1959—1961 Ємелянчук Андрій Захарович;
- 1961—1965 Лазаревич Василь Григорович;
- 1965—1967 Бобик Дмитро Олексійович;
- 1967—1973 Сухоребрий Василь Миколайович;
- 1973—2006 Галярник Роман Антонович;
- 2007—2015 Дранчук Василь Васильович;
- 2015—2019 Кодря Віталій Вікторович;